# Moixé Natan
Moixé Natan (Tàrrega, ca. 1290 - 1360) fou un financer, dirigent i poeta jueu català.
Dedicat al préstec de diners, s'arruïnà a causa de la destrucció i el saqueig del call de Tàrrega, el 1348. Com a representant de les aljames de l'interior de Catalunya, signà les resolucions del 1354 sobre política exterior jueva. Compongué en hebreu una col·lecció de 58 sentències morals ritmades (impreses a Venècia el 1618) i algunes poesies religioses. En català escriví un poema moral, que s'ha perdut (com també l'única traducció castellana que hi havia a El Escorial). No sembla desenraonat d'atribuir-li dos epitalamis en català on l'autor exhorta els nuvis a la pietat i als bons costums.
A diferència d'altres jueus il·lustres del seu temps, Moixé Natan no va viure en calls d'anomenada com el de Barcelona, Lleida o Girona, sinó que va residir en un call menor, el de la vila reial de Tàrrega, però tenia propietats en diferents localitats. Una de les més destacables es la casa on es va aixecar el Palau de la Generalitat.
Moixé Natan, però, es convertí en un membre destacat de la plutocràcia jueva de l'època i, com a tal, es relacionà amb el segment més acabalat i culte de la societat jueva i cristiana. Els documents que es van generar com a resultat d'aquests contactes donen fe dels lligams que va establir amb famílies jueves preeminents i personatges jueus de primera línia i dels tractes que va mantenir amb les institucions més representatives del poder polític i religiós del país.
Una part del seu temps el dedicà a escriure poemes de to sapiencial en hebreu (la "llengua sagrada") i en català (la "llengua estrangera", que era la llengua de la terra on vivia i la que parlava a casa), ja que l'hebreu era aleshores per als "homes intel·ligents", mentre que el català era per a "l'humil del poble" i també per als "estrangers". Els textos catalans, potser a causa de l'atac al call de Tàrrega de 1348, s'han perdut, però els hebreus s'han pogut conservar. Moixé Natan destaca per ser un dels pocs autors jueus que, des d'un punt de vista lingüístic i literari, va ser competent per escriure obres tant en hebreu com en català. La seva obra més coneguda és la col·lecció de 322 proverbis Qüestions de vida, traduïda al català per Xavier Muntané Santiveri. Probablement, una de les fonts del llibre de Moixé Natan fou el Llibre de paraules i dits de savis i filòsofs de Jafudà Bonsenyor (c. 1255-1331).
Escrita a mitjan segle xiv, en un moment de profusió d'obres i gèneres didàctico-morals dins de la literatura catalana i de la literatura en hebreu produïda a Catalunya, va obtenir un ressò immediat i els manuscrits i edicions que se n'han conservat testimonien la seva àmplia difusió inicial. Malgrat tot, Qüestions de vida ha romàs una gran desconeguda entre les col·leccions de proverbis medievals. Afegida l'any 1618 per Menakhem de Lonzano al seu llibre Dues mans, les úniques edicions modernes que se n'han fet abans de la traducció esmentada han consistit sempre en reedicions d'aquesta obra.